# Omaggio prussiano

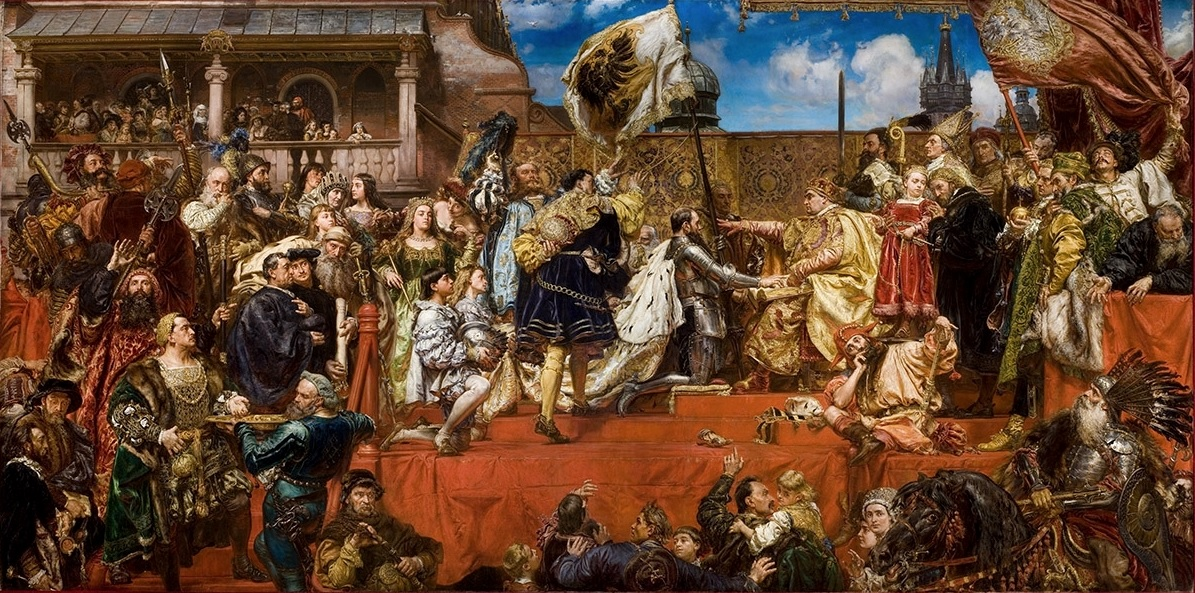
L'omaggio prussiano di Jan Matejko

Lo stemma prussiano con la lettera "S" (Sigismondo) e una corona intorno al collo dell'aquila, che riflette che la Prussia era un feudo del re e della corona polacchi.

L'Omaggio prussiano o Tributo prussiano (tedesco: Preußische Huldigung; polacco: hołd pruski) fu l'investitura formale di Alberto di Prussia come duca del feudo polacco della Prussia ducale.
All'indomani dell'armistizio che pose fine alla Guerra polacco-teutonica Alberto, Gran maestro dell'Ordine teutonico e membro del casato di Hohenzollern, visitò Martin Lutero a Wittenberg e subito dopo divenne favorevole verso il Protestantesimo. Il 10 aprile 1525, due giorni dopo la firma del Trattato di Cracovia che mise ufficialmente fine alla Guerra polacco-teutonica (1519-1521), nella piazza principale della capitale polacca di Cracovia, Alberto si dimise dalla sua posizione di Gran maestro dell'Ordine teutonico e ricevette il titolo di "Duca di Prussia" da re Sigismondo I il Vecchio di Polonia. Nell'accordo, parzialmente mediato da Lutero, il Ducato di Prussia divenne il primo stato protestante, anticipando la Pace di Augusta del 1555. L'investitura di un feudo protestante del Ducato di Prussia era per la Polonia, per ragioni strategiche, migliore di un feudo cattolico dello Stato dell'Ordine teutonico in Prussia, formalmente soggetto al Sacro Romano Impero e al Papato. 
Come simbolo di vassallaggio, Alberto ricevette dal re polacco uno stendardo con lo stemma prussiano. L'aquila nera prussiana sulla bandiera era ingrandita con una lettera "S" (per Sigismondo) e aveva una corona posta intorno al collo come simbolo di sottomissione alla Polonia.
Con il trattato di Oliva del 1660 il ducato prussiano fu liberato dall'obbligo di prestare l'omaggio al sovrano polacco.

## Omaggi dei Gran maestri dell'Ordine teutonico
La tradizione degli "Omaggi prussiani" risale all'anno 1469, quando, dopo la Guerra dei tredici anni, e la Seconda pace di Toruń, tutti i Gran maestri dell'Ordine teutonico furono obbligati a rendere omaggio ai sovrani polacchi entro sei mesi dalla loro elezione. Alcuni Gran maestri si rifiutarono di farlo, sostenendo che i Cavalieri teutonici erano sotto la sovranità papale. Tra coloro che si rifiutarono vi furono Martin Truchseß von Wetzhausen, Federico di Sassonia (che riferì la questione alla Dieta imperiale del 1495), nonché il duca Alberto. 
- Il 1º dicembre 1469 in un Sejm a Piotrków Trybunalski, il Gran maestro Heinrich Reuß von Plauen rese omaggio a re Casimiro IV Jagellone.
- Il 20 novembre 1470, in un Sejm a Piotrków Trybunalski, il Gran maestro Heinrich Reffle von Richtenberg rese omaggio a re Casimiro IV.
- Il 9 ottobre 1479 a Nowy Korczyn, il Gran Maestro Martin Truchseß von Wetzhausen rese omaggio a re Casimiro IV.
- Il 18 novembre 1489 a Radom, il Gran maestro Johann von Tiefen rese omaggio a re Casimiro IV.
- Il 29 maggio 1493, il Gran maestro Johann von Tieffen rese omaggio a re Giovanni I Alberto.

## Omaggi dei Duchi di Prussia
Il Ducato di Prussia fu creato nel 1525, e l'omaggio del duca Alberto di Prussia ebbe luogo il 10 aprile 1525 a Cracovia. L'ultimo omaggio si svolse il 6 ottobre 1641 di fronte al Castello reale di Varsavia. In seguito al Trattato di Bromberg (1657), i sovrani prussiani non furono più considerati come vassalli dei re polacchi.
- Il 19 luglio 1569 in un Sejm a Lublino, il duca Alberto Federico rese omaggio a re Sigismondo II Augusto. Questo evento fu osservato, tra gli altri, da Jan Kochanowski, che lo descrisse in una poesia Proporzec albo hołd pruski ["Lo stendardo o l'omaggio prussiano"].
- Il 20 febbraio 1578 di fronte alla Chiesa di Sant'Anna a Varsavia, Giorgio Federico di Brandeburgo-Ansbach rese omaggio a re Stefano Báthory.
- Il 16 novembre 1611 di fronte alla Chiesa di sant'Anna di Varsavia, Giovanni Sigismondo di Brandeburgo rese omaggio a re Sigismondo III Vasa.
- Nel settembre 1621, Giorgio Guglielmo di Brandeburgo rese omaggio a re Sigismondo III.
- Il 21 marzo 1633, gli inviati dell'elettore Giorgio Guglielmo resero omaggio a re Ladislao IV Vasa.
- Il 6 ottobre 1641 di fronte al Castello reale di Varsavia, Federico Guglielmo di Brandeburgo rese omaggio a re Ladislao IV.